# 薛金升
薛金升（1963年—），男，中国杂技活动家，现任黑龙江省杂技团团长，中国杂技家协会副主席，黑龙江省文学艺术界联合会副主席。